# Pieke Biermann

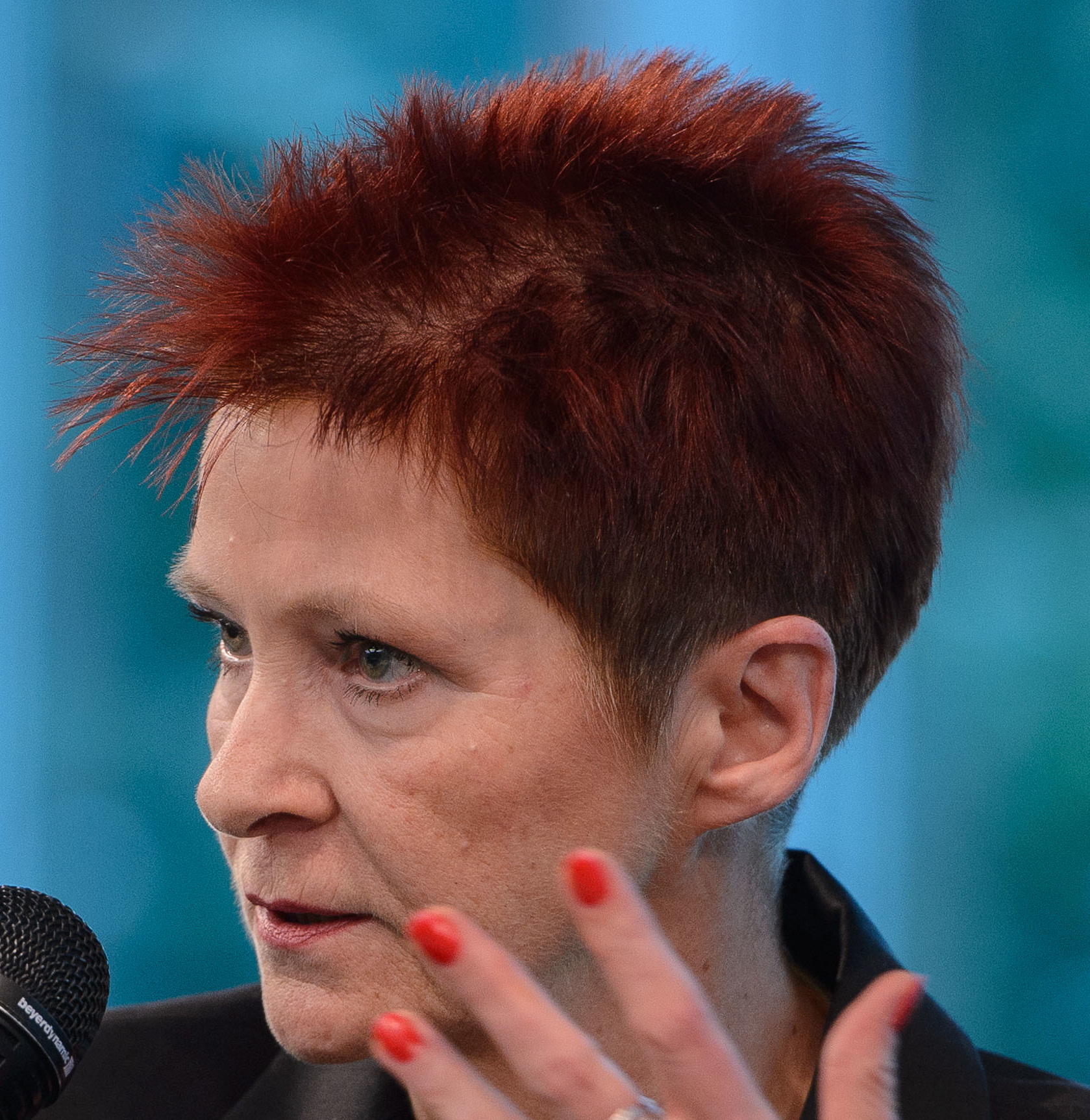
Pieke Biermann, 2014

Pieke Biermann (22 de marzo de 1950, Stolzenau, Alemania) es una periodista, escritora y traductora alemana. Escribió  su tesis de grado acerca del trabajo doméstico no remunerado ("El Corazón de la Familia").  Trabajó en varios campos, entre ellos la prostitución, de la que se retiró en 1980 convirtiéndose en líder del movimiento por los derechos de las prostitutas de Alemania en el cual estaría involucrada hasta 1988. Recibió premios por varias de sus novelas policíacas que fueron bestsellers y se tradujeron a otros idiomas.  Actualmente escribe de forma regular reportajes de investigación policíaca para prensa y radio.  

## Biografía
Pieke Biermann estudió lengua y literatura alemana, filología inglesa y ciencias políticas en la Universidad de Hanóver.  Escribió una tesis acerca del trabajo doméstico no remunerado ("El Corazón de la Familia") y posteriormente su tesis doctoral "La Escoba se Dobla pero la Bruja no", un estudio comparativo de las brujas del ayer y las prostitutas del hoy.  Trabajó en varios campos, entre ellos en la clase media-alta de la industria del sexo. Desde 1976 ha estado escribiendo novelas, ensayos y diversas contribuciones periodísticas. Desde 1980 a 1988 fue líder del movimiento por los derechos de las prostitutas  en Alemania y fue co-organizadora del primer baile de prostitutas de Berlín en 1988. Además en este período comenzó también en 1986 a escribir novelas policíacas.  Las más conocidas son Potsdammer Ableben (1987), Violetta (1990), Herzrasen (1993) y Vier, Fünf, Sechs (1997).

### Premios Literarios
- 1990  beca 3sat por el premio Ingeborg-Bachmann
- 1991  Premio Deutscher Krimi (National 1) para Violetta
- 1994  Premio Deutscher Krimi (National 1) para Herzrasen
- 1998  Premio Deutscher Krimi (National 2) para Vier, Fünf, Sechs